# Calciohilairita
La calciohilairita és un mineral de la classe dels silicats, que pertany al grup de la hilairita. Rep el nom per la seva relació amb la hilairita.

## Característiques
La calciohilairita és un silicat de fórmula química CaZrSi₃O₉(H₂O)₃. Cristal·litza en el sistema trigonal. La seva duresa a l'escala de Mohs és 4.
Segons la classificació de Nickel-Strunz, la calciohilairita pertany a «09.DM - Inosilicats amb 6 cadenes senzilles periòdiques» juntament amb els següents minerals: stokesita, hilairita, komkovita, sazykinaïta-(Y), pyatenkoïta-(Y), gaidonnayita, georgechaoïta, chkalovita, vlasovita, revdita, scheuchzerita i terskita.

## Formació i jaciments
Va ser descoberta a Washington Pass, al batòlit de Golden Horn, al comtat d'Okanogan (Estat de Washington, Estats Units). També ha estat descrita al Canadà, Noruega i Rússia.